# María Hesse
María Hesse (Huelva, 1982) es una ilustradora y autora española. La editorial Taschen la incluyó en su lista de los 100 mejores ilustradores del mundo.

## Trayectoria profesional
Es licenciada en Magisterio de Educación Especial y Técnico Superior de Ilustración,[cita requerida] ya que el dibujo ha sido su pasión desde los seis años.
Su primer éxito editorial lo alcanzó con Frida Kahlo. Una biografía, que cuenta con quince ediciones y ha sido vendido en doce países; con esta obra obtuvo el Premio de la Fundación Nacional del Libro Infantil y Juvenil de Brasil. Tanto en este libro como en el resto de sus trabajos se la reconoce por el estilo naif de sus ilustraciones con el que expresa, no obstante, mensajes muy potentes, especialmente desde una perspectiva feminista e inclusiva.
Posteriormente publicó otras biografías ilustradas sobre David Bowie y Marilyn Monroe, así como, recopilaciones biográficas de mujeres de diferentes épocas.
Sus trabajos fueron publicados en revistas como Jot Down, Maasåi Magazine, Fashion & Art, Público, Kireii o Glamour, y en marcas como Louise Boutin, Brugal, Compañía Fantástica y Martini.
Su técnica se caracteriza por el uso de gouache y tinta.

## Obras
- Frida Kahlo. Una biografía (Lumen, 2016).
- Orgullo y prejuicio (Alfaguara infantil y juvenil, 2017).
- Rita bonita, gato gordo y el fin del mundo (Mosquito, 2017).
- El futuro es femenino (Nube de tinta, 2018).
- Bowie. Una biografía (Lumen, 2018).
- La pequeña princesa (Montena, 2019).
- El placer (Lumen, 2019).
- Mujercitas (Alfaguara infantil y juvenil, 2019).
- Marylin. Una biografía (Lumen, 2020).
- Sentido y sensibilidad (Alfaguara infantil y juvenil, 2020).
- Pecadoras capitales (Random Cómics, 2020).
- Voces que cuentan (Planeta Cómic, 2021).
- Malas Mujeres (Lumen, 2022).
- El miedo (Lumen, 2024), ISBN: 978-84-264-2557-7

## Premios
- Premio de la Fundación Nacional del Libro Infantil y Juvenil de Brasil.
- 2021 - Cosmopolitan Influencer Award, categoría de Arte.[8]